# 時志駅
時志駅（ときしえき）は、かつて愛知県知多郡美浜町大字時志にあった名古屋鉄道知多線の駅。河和口駅 - 河和駅間に存在した。

## 歴史
河和口駅に近いことから戦時中に休止となり、戦後に行われた休止駅の整理で廃止された。駅として機能していたのは10年にも満たなかった。
- 1935年（昭和10年）8月1日 - 知多鉄道、河和口 - 河和間の開業に際し設置[1]。
- 1943年（昭和18年）2月1日 - 名古屋鉄道知多線の駅となる。
- 1944年（昭和19年） - 休止。
- 1969年（昭和44年）4月5日 - 廃止。

## 駅構造
ホームは1面1線の地上駅。ホーム跡が現存する。

## 駅周辺
- 三河湾
- 時志観音

## 隣の駅
所属路線、隣の駅は営業時代のもの。
名古屋鉄道
知多線
急行
通過
普通
河和口駅 - 時志駅 - 河和駅